# 第19回トロント映画批評家協会賞
19th TFCA Awards

2015年12月14日

作品賞: 

 キャロル 
第19回トロント映画批評家協会賞は、2015年12月14日に発表された。

## 受賞一覧

### 作品賞
- 受賞：『キャロル』
  - 次点：『マッドマックス 怒りのデス・ロード』、『スポットライト 世紀のスクープ』

### 監督賞
- 受賞：トッド・ヘインズ - 『キャロル』
  - 次点：トム・マッカーシー『スポットライト 世紀のスクープ』、ジョージ・ミラー - 『マッドマックス 怒りのデス・ロード』、ドゥニ・ヴィルヌーヴ - 『ボーダーライン』

### 主演男優賞
- 受賞：トム・ハーディ - 『レジェンド 狂気の美学』
  - 次点：レオナルド・ディカプリオ - 『レヴェナント: 蘇えりし者』、マイケル・ファスベンダー - 『スティーブ・ジョブズ』

### 主演女優賞
- 受賞：ニーナ・ホス - 『あの日のように抱きしめて』
  - 次点：ケイト・ブランシェット - 『キャロル』、ブリー・ラーソン - 『ルーム』

### 助演男優賞
- 受賞：マーク・ライランス - 『ブリッジ・オブ・スパイ』
  - 次点：ベニチオ・デル・トロ - 『ボーダーライン』、マイケル・シャノン - 『ドリーム ホーム 99%を操る男たち』

### 助演女優賞
- 受賞：アリシア・ヴィキャンデル - 『エクス・マキナ』
  - 次点：ルーニー・マーラ - 『キャロル』、クリステン・スチュワート - 『アクトレス〜女たちの舞台〜』

### 脚本賞
- 受賞：アダム・マッケイ、チャールズ・ランドルフ（原作：マイケル・ルイス） - 『マネー・ショート 華麗なる大逆転』
  - 次点：チャーリー・カウフマン - 『アノマリサ』、フィリス・ナジー（原作：パトリシア・ハイスミス） - 『キャロル』、ジョシュ・シンガー、トム・マッカーシー - 『スポットライト 世紀のスクープ』

### 新人賞
- 受賞：アレックス・ガーランド - 『エクス・マキナ』
  - 次点：Andrew Cividino - 『Sleeping Giant』、ネメシュ・ラースロー - 『サウルの息子』

### 外国映画賞
- 受賞：『あの日のように抱きしめて』
  - 次点：『黒衣の刺客』、『サウルの息子』

### アニメーション映画賞
- 受賞：『映画ひつじのショーン 〜バック・トゥ・ザ・ホーム〜』
  - 次点：『アノマリサ』、『インサイド・ヘッド』

### ドキュメンタリー映画賞
- 受賞：『ルック・オブ・サイレンス』
  - 次点：『AMY エイミー』、『マーロン・ブランドの肉声』